# Фоминская (Морозовский сельсовет)
Фоминская — деревня в Верховажском районе Вологодской области.
Входит в состав Морозовского сельского поселения, с точки зрения административно-территориального деления — в Морозовский сельсовет.
Расстояние по автодороге до районного центра Верховажья — 25,3 км, до центра муниципального образования Морозово — 1 км. Ближайшие населённые пункты — Боровая Пустошь, Олотинская, Михайловская, Сбоевская, Силинская-1, Захаровская, Морозово, Машковская, Мининская.
По переписи 2002 года население — 69 человек (36 мужчин, 33 женщины). Всё население — русские.